# Todos los perros van al cielo
Todos los perros van al cielo (en inglés, All Dogs Go to Heaven) es una película animada dirigida y producida por Don Bluth y distribuida por United Artists en 1989. Fue sobre todo producida en los Sullivan Bluth Studios, en Dublín (Irlanda), fundados por los creadores británicos de Goldcrest Films. En su lanzamiento en cines compitió directamente con un destacado largometraje animado estrenado en la misma época, La sirenita, producida por Walt Disney Feature Animation. Este hecho impidió en parte que Todos los perros van al cielo pudiera repetir el éxito de taquilla de las películas anteriores de Sullivan Bluth: An American Tail (1986) y The Land Before Time (1988). Aunque no consiguió igualar el éxito de taquilla de estas dos últimas; Todos los perros van al cielo obtuvo un gran éxito cuando fue comercializada en formato VHS de vídeo doméstico, convirtiéndose en una de las películas más vendedoras de cintas VHS de la historia. La película tuvo una secuela estrenada en cines en 1996 (Todos los perros van al cielo 2), una serie de televisión y una película especial de Navidad.

## Argumento
Charlie Barkin, un carismático y pícaro perro pastor alemán, logra escapar de la perrera con la ayuda de su amigo Itchy Itchiford, un perro salchicha. Ambos se dirigen a un barco, convertido en casino, ubicado en las afueras de Nueva Orleans, el cual está dirigido por el antiguo socio de Charlie, Carface Carruthers, un perro bulldog que se hizo con el control total del negocio de apuestas y carreras ilegales de ratas cuando Charlie cayó en prisión. 
Killer, un perro mestizo y ayudante de Carface, le informa a su jefe de la presencia de Charlie. Pese a que en un principio hace las paces, Carface organiza en secreto un plan para eliminarlo. Completamente ebrio, Charlie es dejado en un muelle, mientras Carface y Killer le dejan caer un auto en bajada, muriendo en el acto, a pesar de los esfuerzos de Itchy para evitarlo. 
Charlie es enviado al cielo donde es recibido por Anabelle, una perrita whipet, quien le informa que, a diferencia de los humanos, todos los perros van al cielo debido a su naturaleza leal y bondadosa. Pero Charlie se muestra indignado por haber muerto a manos de su ex socio y tiene intenciones de vengarse. Pese a la negativa de Anabelle, le da cuerda a un reloj que representa su vida. Al hacerlo, vuelve abruptamente a la Tierra, pero con la advertencia de que nunca regresaría al cielo. 
Ya de vuelta a la vida y con el reloj en su posesión, se reencuentra con Itchy y le cuenta su idea de arruinar los planes de Carface, por lo que se infiltran en el casino. Pronto se dan cuenta de que Carface tiene retenida a una niña huérfana llamada Anne Marie, quien tiene la habilidad de hablar con otros animales y este la usa para sacar ventaja en las apuestas. Sabiendo que esa niña podría darle una fortuna, Charlie la libera y, aprovechándose de su inocencia, la convence para que hable con varios animales de carreras para así saber quién sería el ganador. Mientras conseguían dinero para apostar, Charlie roba la billetera a un matrimonio que Anne Marie lo veía como unos padres ideales. 
Gracias a la habilidad de la niña, Charlie e Itchy comienzan a ganar una fortuna en distintas carreras y apuestas. Con el dinero recaudado, ambos construyen su propio casino, que resulta un éxito. Pero Anne Marie se muestra disgustada, ya que Charlie le había prometido buscarle padres y ayudar a los pobres con el dinero ganado. Charlie la persuade para que lo acompañe a visitar a los más pobres que conoce. Se dirigen a una iglesia abandonada donde son bien recibidos por Flo, una collie y antigua amiga de Charlie, con sus cachorros. Pasaban un buen rato cuando Anne Marie descubre la billetera que Charlie le había robado a aquel matrimonio, quedando muy decepcionada. Por la noche, Charlie tiene una pesadilla sobre un posible destino en el infierno luego de haber alterado su reloj. 
Al día siguiente, descubre que Anne Marie se había marchado a la ciudad a devolver la billetera al matrimonio, el cual la acoge muy amablemente y se abre a la posibilidad de adoptarla. Charlie la encuentra y la manipula emocionalmente para que regrese con él. Pero cuando iban por la ciudad, son atacados por Carface y Killer. Logran huir y esconderse, pero caen hacia un desagüe y se topan con King Gator, un enorme cocodrilo que desiste en comérselos cuando descubre que Charlie tiene un buen gusto por la música. King Gator los lleva fuera del desagüe, pero Anne Marie cae enferma. Charlie la lleva a la iglesia y se encuentra con Itchy, quien había recibido una paliza de Carface y sus esbirros. Este le cuenta que su ex socio destruyó el negocio que habían construido y lo acusa de ablandarse con la niña. Pero Charlie le aclara que su relación con Anne Marie es solo un negocio y que la dejaría cuando ya no la necesite, sin darse cuenta de que ella lo estaba escuchando. Destrozada, Anne Marie huye de la iglesia. Charlie trata de alcanzarla, pero descubre que fue capturada por los matones de Carface. Flo le indica a Itchy que vaya a la casa del matrimonio para que vayan a ayudarla. 
Por su parte, Charlie llega a la guarida de Carface y encuentra a Anne Marie encerrada y con su salud empeorando. Cuando se dispone a rescatarla, es sorprendido y sometido por su ex socio y sus secuaces. Para su suerte, es liberado por King Gator, quien espanta a los otros perros y huyen del barco. Durante el enfrentamiento, el lugar se incendia y Carface cae al agua, siendo perseguido por el hambriento cocodrilo. Charlie rescata a Anne Marie y logra sacarla del barco, pero su reloj cae al fondo. Al intentar recuperarlo, este se detiene, provocando su muerte. Itchy y Flo llegan a la orilla del lago junto con otros perros y el matrimonio y divisan a un redimido Killer llevando a Anne Marie a tierra firme. 
Mientras ella se recupera en cama e Itchy la acompaña, el espíritu de Charlie aparece totalmente arrepentido de sus actos y aparentemente condenado al infierno. Pero aparece Anabelle y le dice que puede volver al Cielo, ya que dio su vida por salvar a Anne Marie. Antes de despedirse, Charlie le pide a la niña que cuide a Itchy, puesto que no tiene a nadie más si él no está. Anne Marie lo promete y ambos se despiden. Charlie, por fin redimido, regresa al Cielo.

## Personajes
- Charlie B. Barkin, un pastor alemán pícaro.

- Itchy Itchiford, un nervioso perro salchicha que tiene una larga amistad con Charlie.

- Anne-Marie, la niña huérfana con la habilidad de hablar y comprender algún animal.

- Carface Carruthers un sospechoso bulldog gánster que controla un casino con Charlie.

- Killer un perro mestizo que es el compañero de Carface hasta que el barco es destruido.

- Flo, una collie hembra y amiga de Charlie. Charlie y Anne-Marie le traen a ella y a sus cachorros una pizza, y ellos cantan una canción sobre compartir "What's Mine is Yours".

- Anabelle, un whippet que da la bienvenida al cielo a los perros fallecidos.

- King Gator, un enorme y ostentoso cocodrilo viviendo debajo de las calles de Nueva Orleans. El número musical de King Gator, Let's Make Music Together, es una parodia a las escenas de nado sincronizado visto en las películas de Esther Williams.

## Reparto
- Burt Reynolds: Charlie
- Dom DeLuise: Itchy
- Judith Barsi: Anne-Marie (su último trabajo antes de su asesinato)
- Vic Tayback: Carface
- Lana Beeson: Anne-Marie (canción)
- Melba Moore: Anabelle
- Loni Anderson: Flo
- Ken Page: King Gator
- Charles Nelson Reilly: Killer
- Candy Devine: Vera

## Secuelas
El éxito de la película, particularmente en formato para video doméstico, provocó varias producciones de continuación. Una secuela cinematográfica, Todos los perros van al cielo 2, una serie de televisión, Todos los perros van al cielo: La Serie y un especial de Navidad, An All Dogs Christmas Carol, basado en el clásico Cuento de Navidad de Charles Dickens. Don Bluth y su estudio no tuvieron participación en ninguna de ellas, aunque varias de la voces originales de los miembros del elenco repitieron su papel.